# Ordine militare di Ayacucho
L'ordine al merito del Perù è un'onorificenza concessa dal Perù.

## Storia
L'ordine è stato fondato il 30 novembre 1944 per premiare il personale militare, della Guardia civile e della Guardia repubblicana per onorato servizio in posizioni di comando o per lunghi periodi.

## Classi
L'ordine dispone delle seguenti classi di benemerenza:
- gran croce
- grand'ufficiale
- commendatore
- ufficiale
- cavaliere

## Insegne
- Il  nastro è rosso con una striscia centrale bianca.